# Henri Schaerrer
Pour les articles homonymes, voir Schaerer.
Henri Schaerrer, né le 13 octobre 1916 à Gwalior dans les Indes britanniques, fusillé par les allemands le 13 novembre 1941 au mont Valérien à Suresnes, est un officier de Marine français qui s'illustre dans le renseignement au sein du réseau Navarre puis Alliance pendant la Seconde Guerre mondiale. Il est Compagnon de la Libération.

## Biographie
Henri Schaerrer naît à Gwalior dans les Indes britanniques le 13 octobre 1916. Il est de citoyenneté suisse, naturalisé français en 1938,.
Il est officier dans la Marine française, ingénieur mécanicien.
Au début de la Seconde Guerre mondiale, il est enseigne de vaisseau. Il sert sur le contre-torpilleur Jaguar pour l'Évacuation de Dunkerque en juin 1940, quand son navire est torpillé et saute, mais il est rescapé. Sa conduite à cette occasion fait l'objet d'une citation avec attribution de la croix de guerre. Il est ensuite affecté sur le cuirassé Bretagne, et se trouve en juillet à Mers-el-Kébir où son navire est coulé.
Revenu en France, il choisit immédiatement de résister, et entre dans le réseau « Navarre » qui devient le réseau « Alliance »,,.
Il y est l'adjoint de Loustaunau-Lacau, le fondateur du réseau, et de Marie-Madeleine Fourcade, chef du réseau. Il s'occupe de recruter les agents pour le réseau, se déplace beaucoup en franchissant la ligne de démarcation entre la zone libre et la zone occupée.
Henri Schaerrer déploie une grande activité, rapporte des plans de Bretagne et de la base sous-marine de Saint-Nazaire, mais son activité est de plus en plus risquée. Il est arrêté le 11 juillet 1941 en sortant de la base sous-marine de Bassens en emportant des documents, dans le cadre de sa mission contre les sous-marins allemands.
Interrogé, il ne parle pas, ne dit même pas son nom, mais il est identifié au bout de quelques semaines par la Gestapo. Il est transféré de Bordeaux à la prison de Fresnes.
Jugé par le tribunal militaire allemand de Paris, Henri Schaerrer est condamné à mort le 4 novembre 1941. La sentence est accompagnée du commentaire suivant : « Partout où vous êtes passé, vous avez grâce à votre dignité et votre honneur, produit la meilleure impression ». Il répond simplement : « Je suis content d'avoir gardé l'honneur ».
Henri Scherrer est fusillé par les Allemands le 13 novembre 1941 au mont Valérien à Suresnes,. Il est inhumé au cimetière parisien d'Ivry-sur-Seine, puis transféré en 1946 au cimetière de Chasselay dans le Rhône.
Il est créé Compagnon de la Libération à titre posthume par le décret du 20 janvier 1946.

## Hommages et distinctions

### Distinctions
Les principales distinctions de Henri Schaerrer sont :
- Compagnon de la Libération, par décret du 20 janvier 1946 ;
- Croix de guerre 1939-1945 ;
- Médaille de la Résistance française avec rosette, par décret du 3 août 1946[8].

### Autres hommages
- Il est reconnu « Mort pour la France »[3].
- Son nom figure sur la grande stèle commémorative des compagnons de la Libération, au musée de l'Armée, à Paris.